# Distretto di Meilan
Il distretto di Meilan (美兰区S, Měilán QūP) è un distretto della Cina, situato nella provincia di Hainan e amministrato dalla prefettura di Haikou.